# Maison du Petit-Saint-Georges
La maison du Petit-Saint-Georges est une maison située place de la Halle à Pérouges, dans le département de l'Ain.

## Présentation
La maison est ornée d'une représentation de Saint-Georges, saint patron de Pérouges. Une légende locale explique[réf. souhaitée] qu'il aurait combattu et vaincu le dragon (qui apparaît sur le blason de la ville) retiré dans l'église-Forteresse. Une autre représentation de Saint-Georges existe d'ailleurs dans cette église.
La maison du Petit-Saint-Georges fait l’objet d’une inscription au titre des monuments historiques depuis le 11 octobre 1929. 

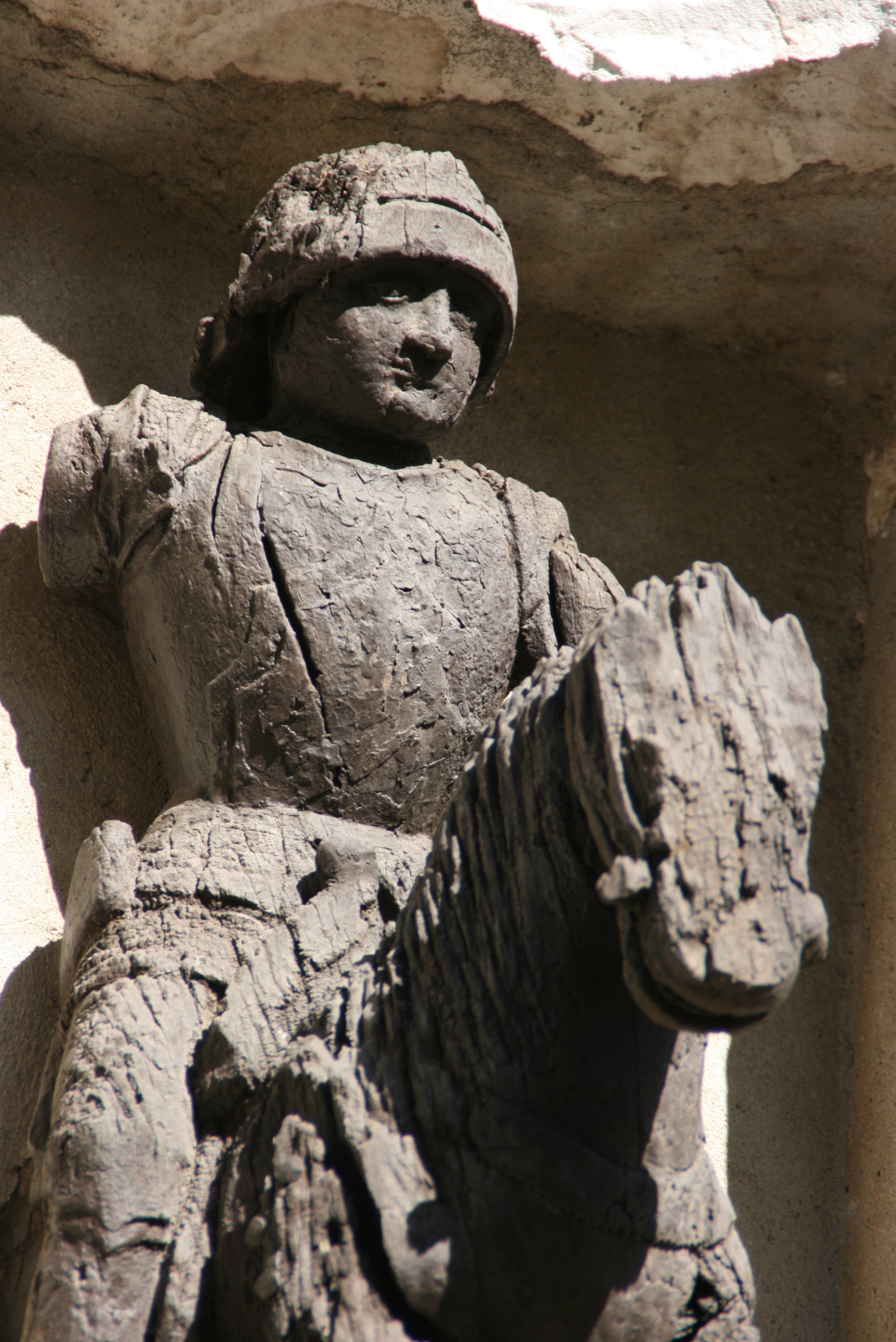
Le « Petit-Saint-Georges »
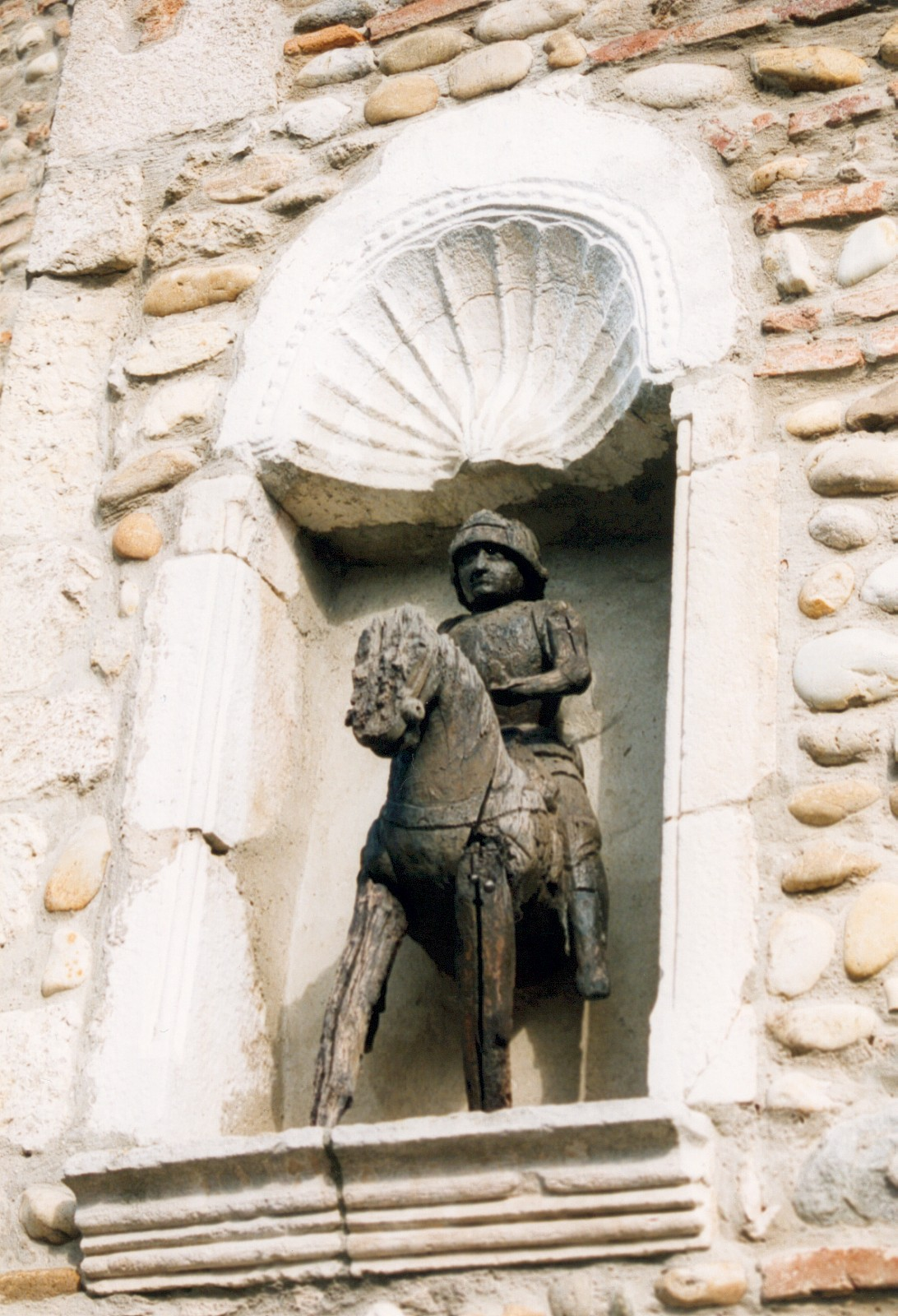
Autre vue du « Petit-Saint-Georges » à cheval